# 2011 en combiné nordique
| Années du combiné nordique : 2008 - 2009 - 2010 - 2011 - 2012 - 2013 - 2014    |
| Décennies du combiné nordique : 1980 - 1990 - 2000 - 2010 - 2020 - 2030 - 2040 |

Cette page reprend les résultats des différentes compétitions de combiné nordique de l'année 2011.

## Coupe du monde
La coupe du monde s'est achevée le 12 mars à Oslo, en Norvège.
Elle a été remportée pour la deuxième fois consécutive par le français Jason Lamy-Chappuis, devant le norvégien Mikko Kokslien et l'autrichien Felix Gottwald.

### Coupe de la forêt noire
La coupe de la forêt noire, décernée lors de l'épreuve de Schonach, a été remportée par l'autrichien Felix Gottwald.

## Coupe continentale
La coupe continentale de combiné nordique a été remportée par l'allemand Fabian Riessle devant les norvégiens Magnus Krog et Jørgen Graabak.

## Championnat du monde

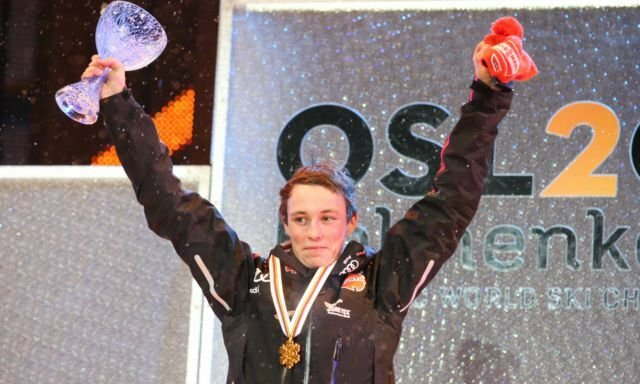
Le jeune Eric Frenzel, déjà Champion du monde en 2011.

Le championnat du monde a eu lieu du 26 février au 4 mars, lors des championnats du monde de ski nordique à Oslo, en Norvège.
| Palmarès           |                                                                     |                                                                       |                                                                |
| Catégorie          | Or                                                                  | Argent                                                                | Bronze                                                         |
| Gundersen (K90)    | Eric Frenzel                                                        | Tino Edelmann                                                         | Felix Gottwald                                                 |
| Gundersen (K115)   | Jason Lamy-Chappuis                                                 | Johannes Rydzek                                                       | Eric Frenzel                                                   |
| Par équipes (K90)  | Autriche David Kreiner Bernhard Gruber Felix Gottwald Mario Stecher | Allemagne Johannes Rydzek Eric Frenzel Björn Kircheisen Tino Edelmann | Norvège Mikko Kokslien Håvard Klemetsen Jan Schmid Magnus Moan |
| Par équipes (K115) | Autriche David Kreiner Bernhard Gruber Felix Gottwald Mario Stecher | Allemagne Johannes Rydzek Eric Frenzel Björn Kircheisen Tino Edelmann | Norvège Mikko Kokslien Håvard Klemetsen Jan Schmid Magnus Moan |

## Championnat du monde junior
Le championnat du monde junior a eu lieu du 26 février au 4 mars, lors des championnats du monde junior de ski nordique à Otepää, en Estonie. Les deux épreuves par équipes furent annulées.
| Palmarès    |                   |                   |                   |                   |
| Catégorie   | Or                | Argent            | Bronze            |                   |
| Sprint      | Marjan Jelenko    | Johannes Rydzek   | Kaarel Nurmsalu   |                   |
| Gundersen   | Johannes Rydzek   | Marjan Jelenko    | Kaarel Nurmsalu   |                   |
| Par équipes | Épreuves annulées | Épreuves annulées | Épreuves annulées | Épreuves annulées |

## Grand prix d'été
Le grand prix d'été a été remporté par l'allemand Johannes Rydzek.

## Coupe OPA
Le jeune Italien Samuel Costa remporte la coupe OPA.

## Championnats nationaux

### Allemagne
Le championnat d'Allemagne s'est tenu le 8 octobre à Hinterzarten. Il a couronné Johannes Rydzek.

### Autriche
Le championnat d'Autriche de combiné nordique 2011 s'est déroulé le 7 octobre à Bischofshofen. Il a couronné Mario Seidl.
L'épreuve sur petit tremplin, qui aurait dû avoir lieu le lendemain, a été annulée pour cause de surabondance de neige.

### États-Unis
Le champion des États-Unis 2011 est Brett Camerota. Son titre lui a été décerné en août 2010 à Park City, dans l'Utah.
En octobre 2011 a eu lieu à Fox River Grove, dans l'Illinois, le championnat 2012, dont le lauréat est Bill Demong.

### Italie
Le championnat d'Italie s'est tenu en février à Predazzo. Il a couronné Alessandro Pittin.

### Suisse
Le championnat de Suisse s'est déroulé le 8 octobre à Einsiedeln. Il a couronné Tim Hug.